# Sportvagns-VM 2023
Sportvagns-VM 2023 (en. 2023 FIA World Endurance Championship) är den elfte säsongen av internationella bilsportförbundet FIA:s världsmästerskap i sportvagnsracing.

## Tävlingskalender
| Datum             | Tävling            | Segrare Hypercar Team                                 | Segrare LMP2 Team                                           | Segrare LMGTE Am Team                           |
| Datum             | Tävling            | Segrare Hypercar Förare                               | Segrare LMP2 Förare                                         | Segrare LMGTE Am Förare                         |
| ----------------- | ------------------ | ----------------------------------------------------- | ----------------------------------------------------------- | ----------------------------------------------- |
| 17 mars 2023      | Sebring 1000 miles | Toyota Gazoo Racing                                   | United Autosports                                           | Corvette Racing                                 |
| 17 mars 2023      | Sebring 1000 miles | Mike Conway Kamui Kobayashi José María López          | Filipe Albuquerque Philip Hanson Frederick Lubin            | Nicky Catsburg Ben Keating Nicolás Varrone      |
| 16 april 2023     | Portimão 6-timmars | Toyota Gazoo Racing                                   | United Autosports                                           | Corvette Racing                                 |
| 16 april 2023     | Portimão 6-timmars | Sébastien Buemi Brendon Hartley Ryō Hirakawa          | Giedo van der Garde Oliver Jarvis Josh Pierson              | Nicky Catsburg Ben Keating Nicolás Varrone      |
| 29 april 2023     | Spa 6-timmars      | Toyota Gazoo Racing                                   | Team WRT                                                    | Richard Mille AF Corse                          |
| 29 april 2023     | Spa 6-timmars      | Mike Conway Kamui Kobayashi José María López          | Rui Andrade Louis Delétraz Robert Kubica                    | Luís Pérez Companc Alessio Rovera Lilou Wadoux  |
| 10-11 juni 2023   | Le Mans 24-timmars | Ferrari AF Corse                                      | Inter Europol Competition                                   | Corvette Racing                                 |
| 10-11 juni 2023   | Le Mans 24-timmars | James Calado Antonio Giovinazzi Alessandro Pier Guidi | Albert Costa Fabio Scherer Jakub Śmiechowski                | Nicky Catsburg Ben Keating Nicolás Varrone      |
| 9 juli 2023       | Monza 6-timmars    | Toyota Gazoo Racing                                   | Jota                                                        | Dempsey - Proton Competition                    |
| 9 juli 2023       | Monza 6-timmars    | Mike Conway Kamui Kobayashi José María López          | Pietro Fittipaldi David Heinemeier Hansson Oliver Rasmussen | Christian Ried Mikkel Pedersen Julien Andlauer  |
| 10 september 2023 | Fuji 6-timmars     | Toyota Gazoo Racing                                   | Team WRT                                                    | AF Corse                                        |
| 10 september 2023 | Fuji 6-timmars     | Mike Conway Kamui Kobayashi José María López          | Rui Andrade Louis Delétraz Robert Kubica                    | Francesco Castellacci Thomas Flohr Davide Rigon |
| 4 november 2023   | Bahrain 8-timmars  | Toyota Gazoo Racing                                   | Team WRT                                                    | Iron Dames                                      |
| 4 november 2023   | Bahrain 8-timmars  | Sébastien Buemi Brendon Hartley Ryō Hirakawa          | Rui Andrade Louis Delétraz Robert Kubica                    | Sarah Bovy Rahel Frey Michelle Gatting          |

## Slutställning
| Klass    | Förare                                       | Märke  | Team            |
| -------- | -------------------------------------------- | ------ | --------------- |
| Hypercar | Sébastien Buemi Brendon Hartley Ryō Hirakawa | Toyota |                 |
| LMP2     | Rui Andrade Louis Delétraz Robert Kubica     |        | Team WRT        |
| LMGTE    | Nicky Catsburg Ben Keating Nicolás Varrone   |        | Corvette Racing |